# ジョーン・オブライエン
ジョーン・オブライエン（Joan O'Brien、1936年2月14日 - 2025年5月5日）は、アメリカ合衆国出身の女優である。

## 人物
マサチューセッツ州ケンブリッジ出身。生涯に5回結婚し、最初の夫は歌手のビリー・ストレンジであり、1954年に結婚したが2年後に離婚した。5回目の結婚により現姓はキャンベル。2023年にアルツハイマー病の進行が発覚し、2025年5月5日、テキサス州サンアントニオで死去。89歳没。

## 出演作品

### 映画
- クレイジー・ジャンボリー
- ヤング・ヤング・パレード
- 底抜け棚ボタ成金
- 六頭の黒馬
- アラモ（ディッキンソン夫人）
- ペティコート作戦